# A.C. Doukas
El A.C. Doukas (griego: Αθλητικός Σύλλογος Εκπαιδευτηρίων Δούκα) es la sección de baloncesto de la sociedad polideportiva griega Doukas que tiene su sede en Marusi, Atenas, y que participa en la B Ethniki, la tercera división griega. Disputa sus partidos como local en el Dais Gymnasium, con capacidad para 800 espectadores.

## Historia
La sección del baloncesto del club A.C. Doukas se fundó en 1990, y fue en 1997 cuando lograron el ascenso a la C Ethniki, la cuarta categoría del baloncesto heleno. En 2003 lograron el ascenso a la A2 Ethniki, donde se mantuvieron cuatro temporadas, descendiendo en 2007. en 2014 el club se fusiona con el Aetos B.C., obteniendo de nuevo plaza en el segundo nivel del baloncesto griego.
En la temporada 2016-17 logran acceder a las semifinales para luchar por el ascenso a la A1 Ethniki, pero caen ante el Faros.

## Últimas temporadas
| Temporada | División   | Nivel | Puesto | Notas                                        |
| --------- | ---------- | ----- | ------ | -------------------------------------------- |
| 2002–03   | B Ethniki  | 3     | 3º     | asciende a A2 Ethniki                        |
| 2003–04   | A2 Ethniki | 2     | 11º    |                                              |
| 2004–05   | A2 Ethniki | 2     | 9º     |                                              |
| 2005–06   | A2 Ethniki | 2     | 13º    |                                              |
| 2006–07   | A2 Ethniki | 2     | 14º    | desciende a B Ethniki                        |
| 2007–08   | B Ethniki  | 3     | 12º    |                                              |
| 2008–09   | B Ethniki  | 3     | 10º    |                                              |
| 2009–10   | B Ethniki  | 3     | 11º    |                                              |
| 2010–11   | B Ethniki  | 3     | 10º    |                                              |
| 2011–12   | B Ethniki  | 3     | 11º    |                                              |
| 2012–13   | B Ethniki  | 3     | 8º     |                                              |
| 2013–14   | B Ethniki  | 3     | 10º    |                                              |
| 2014–15   | B Ethniki  | 3     | 12º    | Fusión con Aetos B.C., asciende a A2 Ethniki |
| 2015–16   | A2 Ethniki | 2     | 7º     |                                              |
| 2016–17   | A2 Ethniki | 2     | 3º     |                                              |